# Step in the Arena
Step In the Arena -En español: Paso en la arena- es el segundo álbum de estudio del dúo estadounidense de hip hop Gang Starr. Fue publicado inicialmente en 1990, pero luego se lanzó comercialmente el 15 de enero de 1991.
En 1998, el álbum fue seleccionado como uno de los 100 Mejores Álbumes de Rap de The Source. En 2007 fue nombrado el álbum más grande de la historia del hip hop por IGN.com.
Inicialmente, el álbum fue calificado con un 3.5 sobre 5 en la revista The Source. En su reseña, Reef escribió: "Step in the Arena brilla por sí solo a un nivel musical, aunque también se mantiene auténtico a su herencia de hip hop underground". La canción "Who's Gonna Take the Weight" fue remezclada por DJ Premier para Grand Theft Auto IV.
El álbum fue incluido en el libro de los 1001 álbumes que hay que oír antes de morir.

## Lista de canciones
1. "Name Tag (Premier & The Guru)"
2. "Step In The Arena"
3. "Form Of Intellect"
4. "Execution Of A Chump (No More Mr. Nice Guy Pt. 2)"
5. "Who's Gonna Take The Weight?"
6. "Beyond Comprehension"
7. "Check The Technique"
8. "Lovesick"
9. "Here Today, Gone Tomorrow"
10. "Game Plan"
11. "Take A Rest"
12. "What You Want This Time?"
13. "Street Ministry"
14. "Just To Get A Rep"
15. "Say Your Prayers"
16. "As I Read My S-A"
17. "Precisely The Right Rhymes"
18. "The Meaning Of The Name"

- Todas las canciones escritas y producidas por Guru y DJ Premier.

## Sencillos del álbum
| Información del sencillo |
| --- |
| "Jazz Thing (Video Mix)" [no está en el álbum] - Publicado: 1990 - Cara B: "Jazz Thing (Movie Mix)" & "Jazz Thing (Instrumental)" |
| "Just to Get a Rep" - Publicado: 25 de febrero de 1991 - Cara B: "Who's Gonna Take the Weight?"                                   |
| "Lovesick" - Publicado: 11 de abril de 1991 - Cara B: "What You Want This Time?", "Credit Is Due"                                 |
| "Step in the Arena" - Publicado: 29 de agosto de 1991 - Cara B: "Check the Technique (Remix)", "Credit Is Due"                    |

## Posicionamiento

### Álbum
| Lista (1991)                     | Máxima posición |
| -------------------------------- | --------------- |
| Billboard 200                    | 121             |
| Billboard Top R&B/Hip Hop Albums | 19              |

### Sencillos
| Año  | Canción                        | Posición en listas |
| Año  | Canción                        | Hot Rap Singles    |
| ---- | ------------------------------ | ------------------ |
| 1991 | "Just to Get a Rep"            | 5                  |
| 1991 | "Step in the Arena"            | 5                  |
| 1991 | Lovesick                       | 11                 |
| 1991 | "Who's Gonna Take the Weight?" | 9                  |